# الحركة الاتحادية العالمية
الحركة الاتحادية العالمية (بالإنجليزية: World Federalist Movement)‏ أختصارا (WFM) هي حركة مواطنين من العالم يدعون إلى إقامة حكومة عالمية بنظام فيدرالي لتعزيز ومساءلة المؤسسات العالمية مع سلطة دستورية عامة، وتقسيم السلطة الدولية بين وكالات عالمية منفصلة. تم إنشاء المنظمة في عام 1947 من قبل المعنيين بالهيكل الجديد للأمم المتحدة والذي كان مشابها جدا لعصبة الأمم والتي فشلت في منع الحرب العالمية الثانية.
يقع مقر سكرتارية الحركة الاتحادية العالمية في مدينة نيويورك، على الجانب الآخر من مقر الأمم المتحدة، وتتبعها منظمات ولها أعضاء منتسبين في جميع أنحاء العالم. وقد كان للحركة مركز استشاري خاص لدى المجلس الاقتصادي والاجتماعي للأمم المتحدة منذ عام 1970. وتحظى الحركة حاليا بعدد 30,000 إلى 50,000 من المؤيدين.

## وصلات خارجية
- World Federalist Movement-Institute for Global Policy
- Union of European Federalists
- The Federalist Debate
- Reform the UN
- Responsibility to Protect – Engaging Civil Society (R2PCS)
- Campaign for World Government. Records of the New York Office, 1917-1972 Manuscripts and Archives, New York Public Library.
- Campaign for World Government. Records of the Chicago Office, 1937-2000 Manuscripts and Archives, New York Public Library.